# Пілунський Ярослав Леонідович
Ярослав Леонідович Пілунський (нар. 1 березня 1972) — український кінооператор. Відомий роботою над фільмами «Брати. Остання сповідь», «Вавилон'13» та «Вій». Лауреат Шевченківської премії 2018 року. Заслужений діяч мистецтв України (2021).

## Біографія
Батько — Леонід Пілунський.
Ярослав Пілунський навчався у Київському державному університету театру, кіно і телебачення за спеціальністю «оператор-постановник». Починав свою діяльність з відео-кліпів та рекламних роликів. Він знімав кліпи для ТНМК, Green Grey, Тіни Кароль, Анастасії Приходько, ТІК, Христини Соловій, The Hardkiss та інших українських виконавців.
Найвагомішим досягненням Ярослава Пілунського як кінооператора став ігровий фільм «Брати. Остання сповідь», знятий режисером Вікторією Трофіменко за мотивами роману «Джмелиний мед» шведського письменника Торгні Ліндгрена. Світова прем'єра фільму відбулася 28 листопада 2013 року в головному конкурсі на індійському міжнародному кінофестивалі в Гоа, а в Україні — 18 вересня 2014 року в головному конкурсі на міжнародному кінофестивалі «Молодість». Його кінооператорська робота у фільмі була відзначена спеціальним призом на Трускавецькому міжнародному кінофестивалі телевізійних фільмів «Корона Карпат» у 2014 році.
Навесні 2014 року під час анексії Криму разом з іншим оператором Юрієм Грузиновим провів 6 днів у полоні кримської «самооборони», а згодом оголошений «персоною нон ґрата» в Росії.
У 2016 році заснував волонтерську освітню програму для дітей «Жовтий автобус». Це кінотабір, де дітей навчають різноманітним кінематографічним ремеслам.
У 2018 році разом з режисером Володимиром Тихим, операторами Сергієм Стеценком та Юрієм Грузіновим удостоєний Шевченківської премії за цикл історико-документальних фільмів про Майдан 2014 року.

## Фільмографія

### Оператор
Телебачення
- Дух землі (Україна, 2003) — 6 серійний телесеріал
- Бункер, або Вчені під землею (Росія, 2006) — 20 серійний телесеріал
- Ґудзик (Україна, 2008) — телефільм
- Червоний Капелюшок (Росія, Україна, 2008) — телефільм-мюзикл
- Мадмуазель Живаго (Франція, Україна, 2011) — телефільм з 9 короткометражок

Короткометражки художні
- Свєта (Україна, 2010) — кіноальманах «Мудаки. Арабески»
- Майже кохання (Україна, 2011) — кіноальманах Україно, Goodbye!
- Сердце моє, Астано (Казахстан, 2011) — кіноальманах з 10 короткометражок
- Сильніше, ніж зброя (Україна, 2014) — кіноальманах Вавилон'13
- Дідочок (Україна, 2015)
- Кров'янка (Україна, 2016)

Повнометражні документальні
- Манливий, солодкий, без меж, або Пісні і танці про смерть (Україна, 2017)[6]
- Переломний момент: Війна за демократію в Україні (Україна, США, 2017)

Повнометражні художні
- Оранжлав (Україна, 2006)
- Інді (Росія, Україна, 2007)
- Брати. Остання сповідь (Україна, 2013)
- Вій (Росія, Німеччина, Чехія, Велика Британія, Україна, 2014)

Музичні кліпи
- Плакала — Kazka (Україна, 2018)

### Режисер
Повнометражні документальні фільми
- Перша сотня (2018) — спів-режисер разом з Юлією Шашковою та Юрієм Ґрузіновим

## Громадська позиція
У травні 2018 записав відеозвернення на підтримку ув'язненого у Росії українського режисера Олега Сенцова